# Салтрио
Салтрио (итал. Saltrio) је насеље у Италији у округу Варезе, региону Ломбардија.
Према процени из 2011. у насељу је живело 2870 становника. Насеље се налази на надморској висини од 521 м.

## Географија
| Клима (Салтрио)            | Клима (Салтрио) | Клима (Салтрио) | Клима (Салтрио) | Клима (Салтрио) | Клима (Салтрио) | Клима (Салтрио) | Клима (Салтрио) | Клима (Салтрио) | Клима (Салтрио) | Клима (Салтрио) | Клима (Салтрио) | Клима (Салтрио) | Клима (Салтрио) |
| Показатељ \ Месец          | .Јан.           | .Феб.           | .Мар.           | .Апр.           | .Мај.           | .Јун.           | .Јул.           | .Авг.           | .Сеп.           | .Окт.           | .Нов.           | .Дец.           | .Год.           |
| -------------------------- | --------------- | --------------- | --------------- | --------------- | --------------- | --------------- | --------------- | --------------- | --------------- | --------------- | --------------- | --------------- | --------------- |
| Средњи максимум, °C (°F)   | 4,7 (40,5)      | 5,8 (42,4)      | 9,2 (48,6)      | 13,7 (56,7)     | 18,5 (65,3)     | 22,4 (72,3)     | 25,3 (77,5)     | 23,1 (73,6)     | 19,3 (66,7)     | 15,3 (59,5)     | 9,3 (48,7)      | 5,9 (42,6)      | 25,3 (77,5)     |
| Средњи минимум, °C (°F)    | −1,2 (29,8)     | −0,4 (31,3)     | 2,0 (35,6)      | 5,4 (41,7)      | 9,4 (48,9)      | 12,6 (54,7)     | 15,0 (59)       | 14,0 (57,2)     | 11,5 (52,7)     | 8,2 (46,8)      | 3,6 (38,5)      | −0,1 (31,8)     | −1,2 (29,8)     |
| Количина падавина, mm (in) | 137 (53,9)      | 114 (44,9)      | 191 (75,2)      | 183 (72)        | 250 (98,4)      | 209 (82,3)      | 147 (57,9)      | 198 (78)        | 237 (93,3)      | 157 (61,8)      | 235 (92,5)      | 71 (28)         | 2,129 (838,2)   |
| [ тражи се извор ]         |                 |                 |                 |                 |                 |                 |                 |                 |                 |                 |                 |                 |                 |

## Становништво
| 1931. | 1936. | 1951. | 1961. | 1971. | 1981. | 1991. | 2001. | 2011. |
| ----- | ----- | ----- | ----- | ----- | ----- | ----- | ----- | ----- |
| 956   | 869   | 957   | 1.417 | 2.292 | 2.779 | 2.925 | 2.857 | 3.013 |